# Джорджи Джент
Джорджи Джент (англ. Georgie Gent; нар. 13 січня 1988) — колишня британська тенісистка.
Найвищу одиночну позицію світового рейтингу — 178 місце досягла 4 травня 2009, парну — 205 місце — 13 липня 2009 року.
Здобула 2 одиночні та 2 парні титули.
Найвищим досягненням на турнірах Великого шолома було 2 коло в парному розряді.
Завершила кар'єру 2010 року.

## Фінали ITF
| Легенда         |
| --------------- |
| Турніри $50,000 |
| Турніри $25,000 |
| Турніри $10,000 |

### Одиночний розряд: 8 (2–6)
| Результат | Ранг | Дата              | Турнір                         | Покриття | Суперниця            | Рахунок       |
| --------- | ---- | ----------------- | ------------------------------ | -------- | -------------------- | ------------- |
| Поразка   | 1.   | 26 квітня 2005    | ITF Борнмут, Велика Британія   | Ґрунт    | Ґаелль Відмер        | 3–6, 2–6      |
| Поразка   | 2.   | 18 липня 2006     | ITF Фрінтон, Велика Британія   | Трава    | Ірена Павлович       | 2–6, 4–6      |
| Поразка   | 3.   | 19 вересня 2006   | ITF Ноттінгем, Велика Британія | Тверде   | Анна Сміт            | 1–6, 4–6      |
| Перемога  | 4.   | 21 листопада 2006 | ITF Нуріоотпа, Австралія       | Тверде   | Ракел Атаво          | 6–3, 4–6, 6–1 |
| Поразка   | 5.   | 26 березня 2007   | ITF Ла-Пальма, Іспанія         | Тверде   | Марія Емілія Салерні | 3–6, 3–6      |
| Поразка   | 6.   | 5 серпня 2008     | ITF Коїмбра, Португалія        | Тверде   | Нікол Тіссен         | 4–6, 4–6      |
| Поразка   | 7.   | 30 вересня 2008   | ITF Трой, США                  | Тверде   | Анна Татішвілі       | 6–7(4–7), 4–6 |
| Перемога  | 8.   | 28 липня 2009     | ITF Віго, Іспанія              | Тверде   | Кеті О'Браєн         | 7–5, 6–2      |

### Парний розряд: 6 (2–4)
| Результат | Ранг | Дата            | Турнір                         | Покриття   | Партнерка         | Суперниці                                 | Рахунок       |
| --------- | ---- | --------------- | ------------------------------ | ---------- | ----------------- | ----------------------------------------- | ------------- |
| Поразка   | 1.   | 10 травня 2006  | ITF Единбург, Велика Британія  | Ґрунт      | Deborah Armstrong | Марі Андерссон Надя Рома                  | 2–6, 2–6      |
| Поразка   | 2.   | 23 травня 2006  | ITF Будапешт, Угорщина         | Ґрунт      | Наомі Кедевей     | Антонія Ксенія Тоут Наташа Зорич          | 1–6, 2–6      |
| Перемога  | 3.   | 18 липня 2006   | ITF Фрінтон, Велика Британія   | Трава      | Джейн О'Доног'ю   | Деніелл Бравн Ана Четник                  | 6–4, 4–6, 6–2 |
| Перемога  | 4.   | 20 вересня 2006 | ITF Ноттінгем, Велика Британія | Тверде     | Емілі Веблі-Сміт  | Наомі Кедевей Клер Петерзан               | 3–6, 7–5, 6–4 |
| Поразка   | 5.   | 11 жовтня 2007  | ITF Джерсі, Велика Британія    | Тверде (i) | Кеті О'Браєн      | Андреа Сестіні Главачкова Луціє Градецька | 0–6, 4–6      |
| Поразка   | 6.   | 28 липня 2009   | ITF Віго, Іспанія              | Тверде     | Джейд Кертіс      | Кароліна Косіньська Лаура Торп            | 6–7(3–7), 2–6 |

## Виступи у турнірах Великого шолома
| W | Ф | ПФ | ЧФ | #Р | КТ | К# | DNQ | A | NH |

| Турніри Великого шолома                |     |     |     |     |     |     |     |     |
| Відкритий чемпіонат Австралії з тенісу |     |     |     | LQ  |     |     |     | 0–0 |
| Відкритий чемпіонат Франції з тенісу   |     |     |     | LQ  |     |     |     | 0–0 |
| Вімблдонський турнір                   | LQ  |     | LQ  | 1р  |     |     |     | 0–1 |
| Відкритий чемпіонат США з тенісу       |     |     |     | LQ  |     |     |     | 0–0 |
| В-П                                    | 0–0 | 0–0 | 0–0 | 0–1 | 0–0 | 0–0 | 0–0 | 0–1 |